# Agrilus titlacabanae
Agrilus titlacabanae es una especie de insecto del género Agrilus, familia Buprestidae, orden Coleoptera. Fue descrita científicamente por Fisher, 1938.